# La Rochelle kikötője (festmény)
A La Rochelle kikötője Jean-Baptiste Camille Corot festménye, amely a Yale Egyetem New Haven-i művészeti galériája gyűjteményének része.
A kép a Vizcayai-öbölben található La Rochelle-i kikötőt ábrázolja a Quai Vallin egyik második emeleti lakásából. A kép azt a klasszikus kompozíciót és nyugalmat sugározza, amelyet Corot Nicolas Poussin and Claude Lorrain alkotásainak tanulmányozásából merített. A képet 1851 nyarán festette, amikor népszerűsége csúcsára emelték barnásszürke tájképei, ez az alkotása azonban arra a korábbi alkotói szakaszára emlékeztet, amelyben az épületeknek az őket megvilágító napfény ad formát.